# Jules Cayette
Édouard Élie Jules Cayette né le 27 mai 1882 à Paris et mort le 2 janvier 1953 à Nancy, est un ferronnier, bronzier, ébéniste, sculpteur et ensemblier-décorateur français, représentatif du mouvement de l'Art nouveau, puis de celui de l'Art déco.

## Biographie

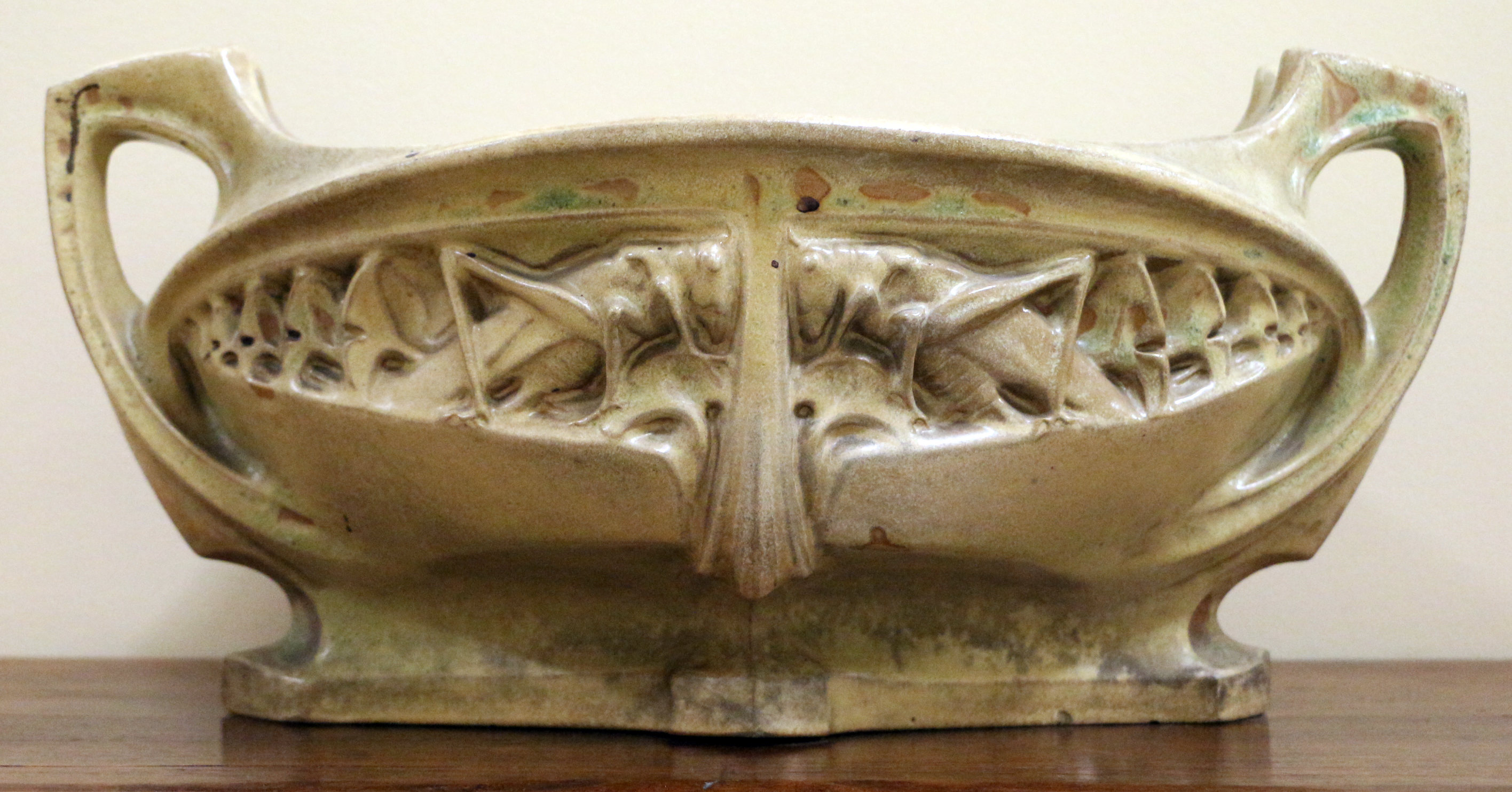
Vase Les Sauterelles, Nancy, 1907, modèle créé en 1906. Paris, musée d'Orsay.

D'origine modeste, Jules Cayette naît en 1882 d'un père lorrain exilé à Paris. Il reste peu de temps dans la capitale, puisque toute la famille rentre à Nancy en 1888. En 1896, il s'inscrit une première fois à l'école municipale et régionale des beaux-arts à Nancy. Il sort de l'école en 1899 et entre comme apprenti chez Férez, sculpteur sur bois et menuisier nancéien.
En 1900, il se réinscrit aux Beaux-Arts de Nancy, tout en poursuivant son apprentissage chez Schwartz. Il quitte définitivement l'école en 1902. Pendant cet apprentissage, il reçoit l'enseignement de Victor Prouvé ou d'Eugène Vallin. Ses condisciples sont Auguste Vallin, Joseph Mougin et Pierre Mougin.
En 1904, il entre comme collaborateur chez Jacques Gruber, où il perfectionne son style. Il modèle de nombreuses compositions et réalise les sculptures en lieu et place du maître en ce qui concerne le mobilier. L'atelier jouxte alors celui de Vallin, d'où une influence certaine de ce dernier sur les premières œuvres de Cayette.
En 1910, Jules Cayette s’établit à son compte et débute officiellement son activité le 1er août. À partir de 1912, il expose régulièrement à la Société lorraine des amis des arts. C'est à cette époque qu'il rencontre son principal mécène, Saint-Just Péquart (1881-1944).
Il installe son premier atelier rue Collinet de La Salle à Nancy en 1913, date de sa première mention dans l’annuaire commercial de Meurthe-et-Moselle. Il épouse Marie Lucie Berche (1893-1933) le 11 mai 1918. En 1919, il déménage et installe son atelier au 63, rue des Jardiniers (qui sera complété par celui de la rue du Montet, actuellement avenue du Général Leclerc, racheté à la veuve Guth).
Les années 1920 sont les années de gloire des ateliers qui emploient une douzaine d'ouvriers. Les productions sont très variées : du cendrier en bronze, aux luminaires — toujours avec des verreries de Daum —, en passant par le mobilier religieux ou le mobilier commercial (pharmacie Fandre, aujourd'hui au musée de l'École de Nancy, pharmacie du Point-Central à Nancy).
Il opère un changement stylistique majeur en très peu de temps : il délaisse le style Art nouveau pour un style transitionnel, puis adopte pleinement le style Art déco pour devenir un pionnier de celui-ci à Nancy dès les années 1926-1928, inspirant nombre de ses concurrents dont les ateliers Majorelle. Ayant déjà fait ses preuves comme ensemblier commercial (ameublement de pharmacies), il devient également un ensemblier-décorateur pour de riches particuliers, et aménage des hôtels particuliers complets. Malgré un succès évident et une très grande renommée locale, il ne semble pas avoir produit en dehors de la Lorraine.
La mort de son épouse le 13 juin 1933 semble précipiter sa chute pour des raisons d'héritage, le couple n'ayant pas eu d'enfants et étant marié sous le régime de la séparation de biens. La cessation officielle de l’activité fait suite à la déclaration de l’état de faillite le 8 août. Il présente néanmoins ses créations à l'exposition du centenaire de la Société lorraine des amis des arts. À partir de 1934, il n’est plus mentionné dans l’annuaire commercial.
D'une seconde relation avec Anna Perrin (1901-1948) naît un fils, Claude, en 1939.
Vers les années 1941-1943, Jules Cayette s'installe au 113 bis, rue du Maréchal Oudinot à Nancy. Il continue de créer et de produire via les ateliers d'anciens collaborateurs jusqu'à sa mort.
Jules Cayette est, à l'instar de Victor Prouvé, un artiste multiple, qui explore toutes les voies artistiques : bijouterie, grès, gravure, sculpture, tapis, ferronnerie, bronze et bois.

## Œuvres

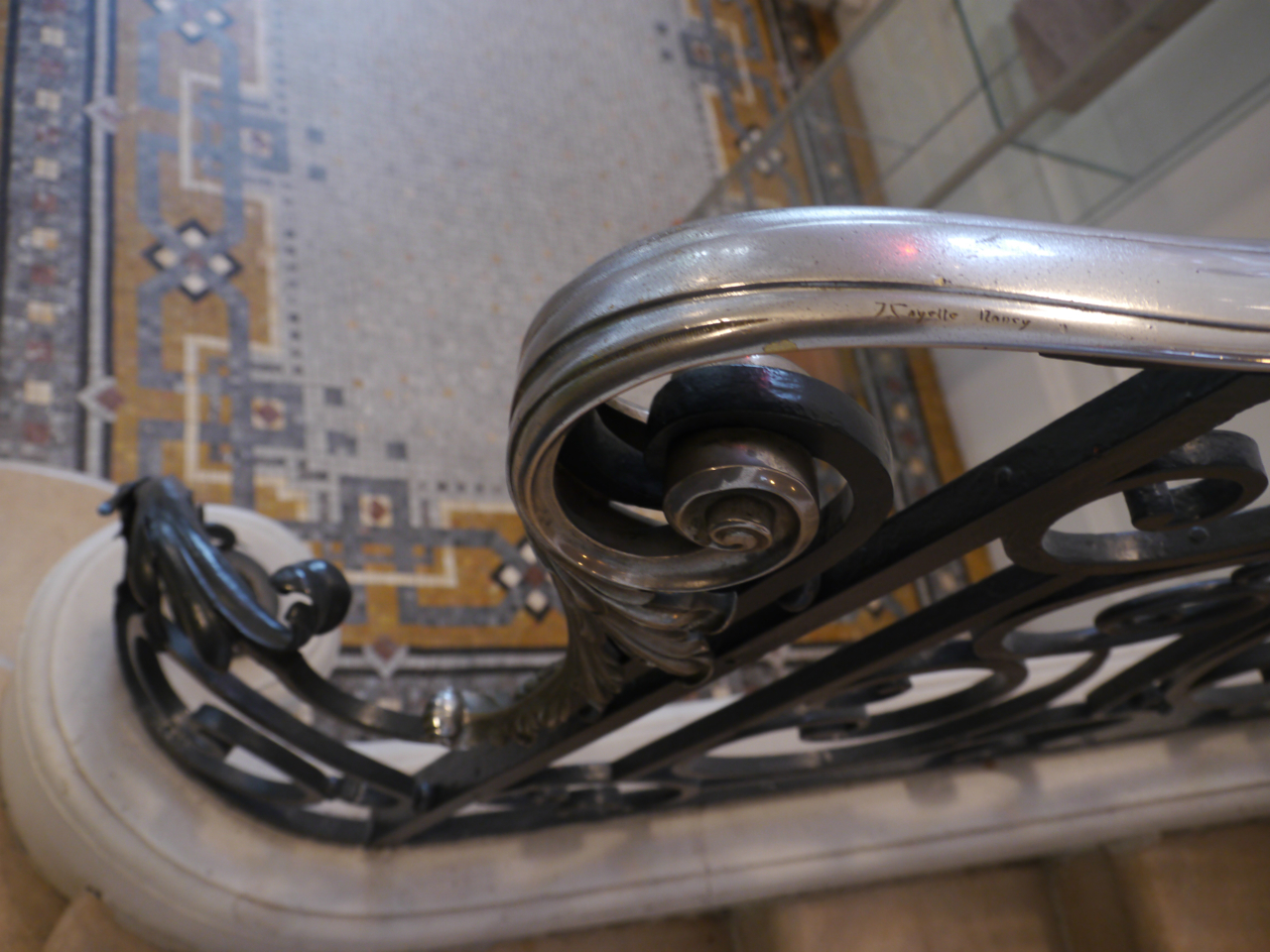
Rampe en fer forgé (vers 1920) au 39, rue de la Ravinelle à Nancy. Villa Simon devenu hôtel Vilgrain puis Goethe Institut de Nancy.

### Œuvres dans l'espace public
- Nancy :
  - villa Bonnabel, 107 avenue du Général Leclerc : ferronneries.
  - hôtel Elbel, 17 place des Vosges : ferronneries, poignées en bronze.
  - villa Simon, no 39 rue de la Ravinelle : rampe en fer forgé.
  - immeuble du no 14 boulevard Charles V : poignées de porte aux coléoptères.
  - no 25 rue Madame de Vannoz, no 1 rue de la République, no 17 rue de la Ravinelle : poignées aux pommes de pin.
  - banque BNP-Paribas, no 9 rue Chanzy : sculptures ornant la façade.
  - ancienne Compagnie Générale d’Electricité, no 64 rue Raymond Poincaré : sculptures ornant la façade.
  - immeuble Estrade, no 119 avenue de la Libération : porte d’entrée (ferronnerie et poignées).
  - immeuble Janin, no 12 rue Lionnois : porte d’entrée.
  - villa Les Pins, no 2 rue Albin Haller : porte d’entrée (ferronnerie et poignées).
  - pharmacie du Point-central, Point central : boiseries, poignée sur la porte de service.
  - ancienne Pharmacie Fandre, no 4 rue Raymond Poincaré : porte d’entrée.
  - immeuble de L'Est républicain, no 5 bis avenue Foch : sculptures ornant la façade, grand escalier intérieur, plafond.
  - Gaufrier Meire, stand Meire, foire de Nancy, marché de Noël : la chaudronnerie du gaufrier.
- Champigneulles :
  - Monument aux morts, rue de Frouard
- Verdun :
  - immeuble Péquart, no 48 bis rue Saint-Pierre : porte d’entrée (ferronnerie et poignées).
  - immeuble du no 16 rue Poincaré : devanture.

### Œuvres dans les collections publiques
Allemagne
- Düsseldorf, Museum Kunstpalast : coupe aux algues en pâte de verre, en collaboration avec Almaric Walter (inv. no 811970-316H).
- Hanovre, musée August Kestner : coupe aux coléoptères en pâte de verre, en collaboration avec Almaric Walter (inv. no 1964,23).

France
- Nancy :
  - musée de l'École de Nancy : portes, poignées extérieures et intérieures, ferronnerie, plaques de propreté, bouches de chaleur, vitrines des Magasins Réunis, jardinière aux sauterelles de 1906, comptoir de la pharmacie Fandre, bronze du bureau Masson, bronzes de l’armoire Saint-Just Péquart au Grand-Duc, plafonnier dans la chambre Majorelle provenant de la pharmacie Fandre, ex-libris de Saint-Just Péquart en collaboration avec Victor Prouvé, calice…
  - musée des Beaux-Arts, cabinet d'art graphique : ensemble de dessins provenant du fonds de l'atelier, époque Art déco.
- Paris, musée d'Orsay : jardinière aux sauterelles créée en 1906, pied de lampe en bronze (la verrerie de Gallé qui l'accompagne n'est pas d'origine) et applique de la donation Rispal.
- Villers-lès-Nancy, église Sainte-Thérèse : reliquaire de Sainte-Thérèse.

## Expositions
- Jules Cayette, Ateliers d'art à Nancy, Nancy, MJC Pichon, du 6 au 29 novembre 2008.